# Paullinia pinnata
Paullinia pinnata (span. Bejuco de costilla, de paloma) ist eine Pflanzenart, die zur Familie der Seifenbaumgewächse (Sapindaceae) gehört. Sie hat eine afrikanisch-neotropische Verbreitung.

## Beschreibung

### Vegetative Merkmale

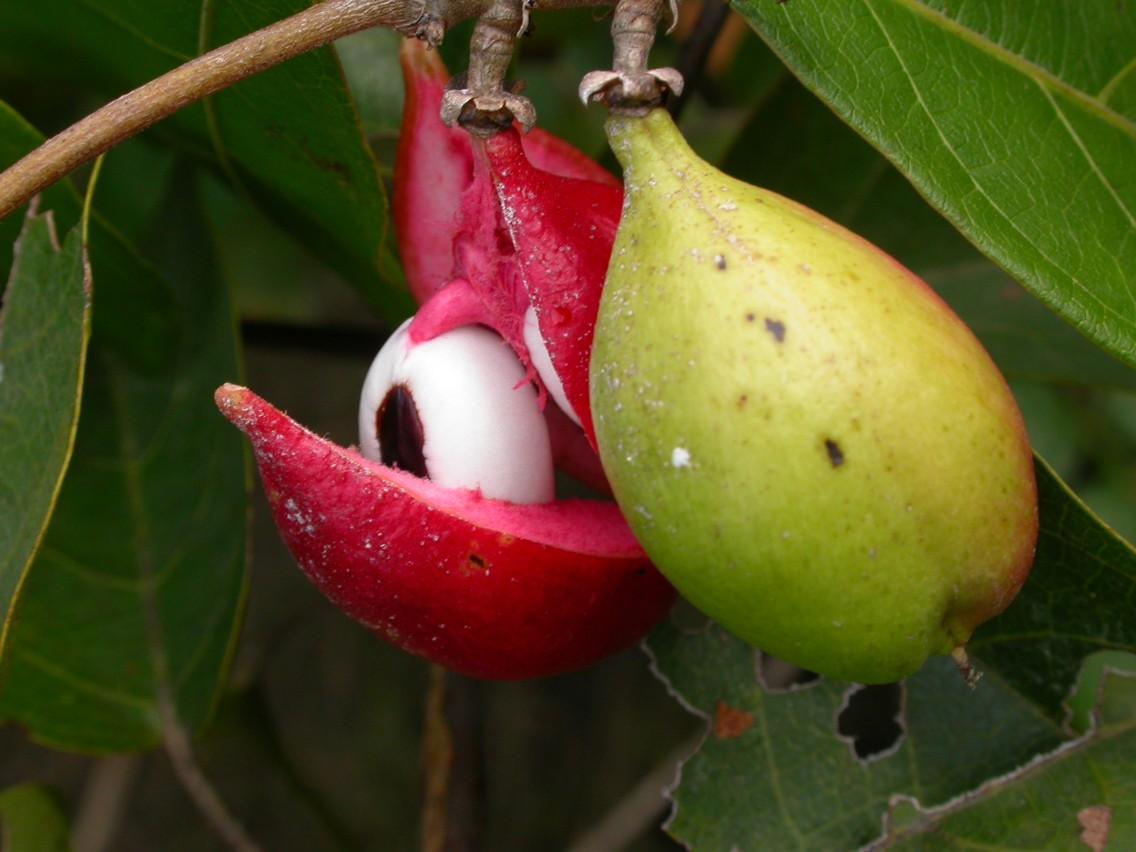
Früchte von Paullinia pinnata, Burkina Faso

Paullinia pinnata wächst als immergrüne, strauchige Kletterpflanze und erreicht Wuchshöhen von 2,5 bis 8 m, auch bis zu 15 m sollen gelegentlich erreicht werden. Die Sprossachse ist dunkelbraun, scharf gerippt und kann an der Basis einen Durchmesser von bis zu 3,8 cm erreichen.
Die wechselständigen und gestielten Laubblätter sind unpaarig gefiedert mit 5 Blättchen. Sie sind 15 bis 25 (selten nur 5) cm lang und 8 bis 20 cm breit. Der Blattstiel ist bis zu 10 cm lang, er ist wie auch die Rhachis geflügelt. 
Die Blättchen sind sitzend bis kurz gestielt, sie sind eiförmig bis verkehrt-eiförmig, elliptisch oder rhombisch geformt. Sie sind 3,5 bis 15 cm lang und 1,7 bis 8 cm breit. Sie sind spitz, zugespitzt oder stumpf bis gestutzt und an der Basis herzförmig, keilförmig oder herablaufend. Die Ränder sind fast ganz oder zur Spitze hin grob gezähnt, gesägt oder leicht gelappt. Die Blättchen sind leicht ledrig, glänzend und fast kahl, nur auf der Unterseite gibt es entlang der Blattadern eine leicht Behaarung, die in den Verzweigungen büschelig ist. Die Seitenadern sind stark ausgeprägt. Es sind kleine Nebenblätter vorhanden.

### Blütenstände und Blüten
Paullinia pinnata ist einhäusig monözisch. Der in den Achseln der oberen Blätter stehende, kleine, fein behaarte und gemischte Blütenstand ist ein Thyrsus. Er ist 5 bis 10 cm lang, wobei der feinhaarige und rippige Blütenstandsschaft meist etwa ein bis drei Mal so lang wie der blütentragende Teil ist, er kann aber auch fehlen. An der Basis des Blütenstandes bildet sich oft ein paar gekringelter Ranken. Die Blütenstandsachse ist bräunlich behaart, die Blütenstiele sind bis 3 mm lang. Die Blüten stehen zu fünft bis neunt (selten nur zu dritt oder zu viert) in zymösen Gruppen, wobei die endständige Blüte meist weiblich ist, während die restlichen männlich sind. 
Die funktionell eingeschlechtlichen, vier- bis fünfzähligen Blüten mit doppelter Blütenhülle sind gelblich, cremefarben oder rosa gefärbt, 5 bis 6 mm lang und duftend. Die ungleichen 5 Kelchblätter sind eiförmig. Die äußeren haben eine Länge von 1,5 mm, während die inneren 3–4 mm lang werden. Sie sind außen fein behaart. Die verkehrt-eiförmigen 4 Kronblätter sind nahezu gleich geformt und bis etwa 5 mm lang. Die 3/4 der Kronblätter ausmachende, innere Schuppe ist unregelmäßig bekammt, bewimpert und mit einer gelblichen Spitze. 
Der gelappte Diskus ist bewimpert und besteht hauptsächlich aus zwei großen, sowie zwei kleineren, ohrförmigen Drüsen. Es werden bei den männlichen Blüten 8 kurze, 5 längere und 3 kürzere, Staubblätter, mit behaarten Staubfäden, und bei den weiblichen 8 Staminodien gebildet, die Staubbeutel der Staubblätter sind weiß. Der oberständige, dreikammerige und kurz gestielte Fruchtknoten der weiblichen Blüten ist behaart, der kurze, dicke Griffel ist dreigeteilt mit länglichen Narben. Bei den männlichen Blüten ist ein reduzierter Pistillode vorhanden.

### Früchte und Samen
Die kahle, dreiteilige und septifrage Kapselfrucht, mit beständigem Kelch, ist zunächst grün, verfärbt sich später jedoch rot oder rosarot. Sie ist rundlich bis verkehrt-eiförmig. Sie wird 2,4 bis 3,6 cm lang und 1,1 bis 1,4 cm breit. Die Spitze ist abgerundet bis eingekerbt oder bespitzt mit Griffelresten, die Basis ist stark verjüngt, kragenartig. Die Frucht ist dreifurchig, zunächst fein behaart, aber später verkahlend und fein gekerbt und aufspringend. Die bis zu drei Samen sind schwarz, rundlich bis eiförmig oder ellipsoid, bis 1,5 cm lang und bis 8 mm breit, die Sarkotesta ist weiß.

### Chromosomenzahl
Die Chromosomenzahl beträgt 2n = 24.

## Vorkommen
Diese Art kommt im tropischen Afrika, auf Madagaskar, sowie im subtropischen Amerika in Höhenlagen zwischen 0 und 1600 m vor. Sie wächst in immergrünen und Mischwäldern.

## Nutzung
Die Sprossachsen werden zur Herstellung von Seilen, Gehstöcken und in der Korbmacherei (beispielsweise als Fischfallen) verwendet. Die Pflanze wurde zudem als Fisch- und Pfeilgift, Barbasco, genutzt. Die weiße Sarkotesta soll essbar sein.
Auch wird die Pflanze in der Homöopathie verwendet.